# Astrochelys
Astrochelys es un género de tortugas criptodiras de la familia Testudinidae.

## Especies
Comprende las siguientes especies:
- Astrochelys radiata (Shaw, 1802)
- Astrochelys yniphora (Vaillant, 1885)